# Револуционарни командни савјет (Ирак)
Револуционарни командни савјет је успостављен након војног пуча из 1968. године и био је ирачки врховни орган све до инвазије на Ирак 2003. године.
Вршио је и извршну и законодавну власт у земљи. Предсједника и потпредсједника Савјета је бирао сам Савјет из својих чланова са двотрећинском већином. Предсједник Савјета је био уједно предсједник Републике, и могао је себи да изабере потребан број потпредсједника.
Након што је Садам Хусеин постао предсједник Ирака 1979. године, доминирајуће личности у Савјету су биле: потпредсједник Савјета Изат Ибрахим ад-Дури, замјеник премијера Тарик Азис и Таха Јасин Рамадан, блиски сарадник Садама Хусеина од 1960-их година.
Законодавну власт у Ираку је вршио Револуционарни командни савјет заједно са Националним савјетом (парламентом). Постојао је такође нарочити курдски Законодавни савјет, који је такође имао учешће у законодавству. За вријеме предсједниковања Садама Хусеина, он је имао функцију предсједника Револуционарног командног савјета и предсједника Републике.
Револуционарни командни савјет је распуштен 23. маја 2003. године, на основу одлуке бр. 2 од стране окупационе прелазне власти.